# Radio e Televisão Maubere

Logo von Radio Maubere

Radio e Televisão Maubere ist der Radio- und Fernsehsender der osttimoresischen Partei FRETILIN. Er hat seinen Sitz neben dem der FRETILIN an der Avenida Nicolau Lobato in Dilis Stadtteil Fatuhada.

## Gründung
Am 20. Mai 2011 wurde Radio Maubere in Dili als Parteisender der FRETILIN neugegründet. Später folgte der Fernsehsender. Der Name wurde vom ehemaligen Untergrundsender Radio Maubere übernommen. „Maubere“ ist eine alte Bezeichnung für die osttimoresische Bevölkerung, die sich in mehrere verschiedene Ethnien aufteilt.
Täglich werden zwölf Stunden in Portugiesisch und Tetum Nachrichten, Musik, Sportmeldungen, Gesundheit und Bildungsprogramme gesendet.

## Hörfunkfrequenzen
- Dili: FM 99,9 MHz
- Baucau: FM 96,0 MHz
- Liquiçá: FM 97,9 MHz
- Manatuto: FM 93,8 MHz
- Ainaro (mit Abdeckung der Regionen um Maubisse, Aileu und Teilen von Manufahi): FM 97,9 MHz